# 堤大介
堤 大介（つつみ だいすけ、1974年11月6日 - ）は、アメリカ合衆国のアニメーションアーティスト、イラストレーター。英語圏ではローマ字表記の「ダイスケ (Daisuke)」ではなく「ダイス (Dice)」を名乗っている。
ピクサー・アニメーション・スタジオアートディレクターなどを歴任した。

## 概要
日本出身でカリフォルニア州サンフランシスコに在住するアニメーションアーティスト、および、イラストレーターである。ルーカス・ラーニングやブルースカイ・スタジオを経てピクサー・アニメーション・スタジオに勤務するなど、主にアメリカ合衆国を中心に活動している。

## 経歴
東京に生まれ育ち、堤が5歳のときに両親が離婚し会社経営者であった母親の手で育てられた。母親の意向により、姉とともに小学校から高等学校まで和光学園に学んだ。和光学園では、野球に打ち込んでいた。高校卒業後の1993年にニューヨークへ渡り、油絵をスクール・オブ・ビジュアル・アーツに学んだ。1998年に卒業後、ルーカスフィルム傘下のルーカス・ラーニング (Lucas Learning Ltd) で、任期2年のスタッフ・イラストレーターとして働き始めた。2000年には、ブルースカイ・スタジオに、視覚効果/色指定担当のアーティストとして採用され、2010年まで同社で働いた後、ピクサー・アニメーション・スタジオに入社した。2014年、ロバート・コンドウ共同監督のアニメ映画『ダム・キーパー』がアカデミー短編アニメ賞にノミネートされた
。
堤は、2009年に、アニメ監督である宮﨑駿の姪と結婚している。2020年度のアニー賞（第48回）ではジューン・フォーレイ賞を、2022年度（第50回）には、監督作『ONI ～ 神々山のおなり』で、リミテッドシリーズ作品賞を受賞した。

## 書籍
堤はブルースカイ・スタジオのアンソロジー『Out of Picture』の2冊に作品が掲載されており、第1巻には「Noche Y Dia」、第2巻には「The Dream of Kyosuke」が収録されている。

## 社会活動
2008年、堤はロニー・デル・カーメン (Ronnie del Carmen)、エンリコ・カサローサ (Enrico Casarosa)、ユキノ・パン (Yukino Pang) とともに、非営利団体であるトトロのふるさと基金を支援する資金集めのための展示会やオークションを行なうトトロ・フォレスト・プロジェクトを立ち上げた。また、この運動は、ジェームズ・ジーン (James Jean)、チャールズ・ヴェス (Charles Vess)、イアン・マッケイグ (Iain McCaig)、ウィリアム・ジョイス (William Joyce) など、様々な作家から寄せられた作品を収録したコレスポンディング・アート・ブックの制作も手がけた。
堤は、2006年から、ジェラルド・ゲルレ (Gerald Guerlais) とともに、スケッチトラベル (Sketchtravel) と題された、「60人の様々な国のアーティストたちの間でスケッチブックをまわし、他所にどこにもないユニークな本を作る」ことを目的としたプロジェクトに取り組み、最終的には71人のアーティストが参加し、4年半をかけて12か国を回ったスケッチブックは、ベルギーでオークションにかけられ、その収益を開発途上国への教育支援に取り組んでいるNGOに寄付された。
2020年度の第48回アニー賞において、慈善的な影響を称えるジューン・フォーレイ賞が授与され、「社会に貢献するアニメーションのコミュニティ全体から影響を受け、その幾つかに関わることが出来て幸運です」とスピーチを行った。

## 家族・親族
- 父：ばばこういち - ジャーナリスト
- 母：堤江実 - 実業家、詩人
- 義叔父：宮﨑駿 - 映画監督、アニメーター、漫画家
- 姉：堤未果 - ジャーナリスト
- 義兄：川田龍平 - 政治家

## 作品
- アイス・エイジ（2002年）- マットペイント/色彩設計
- ロボッツ（2005年）- 色彩責任者/追加デザイン
- ホートン/ふしぎな世界のダレダーレ（2008年）- 色彩責任者
- トイ・ストーリー3（2010年）- 色彩・照明監督
- モンスターズ・ユニバーシティ（2013年）- 照明デザイン、キャラクター・シェーディング美術監督
- ダム・キーパー The Dam Keeper（2014年）- 共同監督
- ムーム（2016年）- 共同監督
- ONI ～ 神々山のおなり Oni: Thunder God's Tale（2022年10月21日、Netflix）- 監督[15]・原案・エグゼクティブプロデューサー

## 出演

### 映画
- カーズ2（2011年）- スシ・シェフ

### テレビゲーム
- Cars 2（2011年）- スシ・シェフ